# Punto Informatico
Punto Informatico (littéralement Point informatique, jeu de mots pour Lieu informatif) est un journal en ligne italien.

## Description
Fondé en 1995 et installé en 1996, il est le premier quotidien italien publié en ligne et l'un des plus lus et des plus influents d'Italie,,,. En juin 2008 avec 1,1 million de lecteurs par mois, l'édition en ligne était la troisième plus lue en Italie, après La Repubblica, Corriere della Sera et La Stampa,.
Le journal a été nommé deux fois pour le Ischia International Journalism Award, en 2009 et 2010.

## Sujets abordés
Le journal présente une page d'accueil et plusieurs sections spécifiques dédiées à différents sujets tels que : « l'actualité », « technologie », « droit », « business » et « sécurité ». Il a également été défini comme une «source d'informations juridiques», en raison de son intérêt pour les sujets juridiques et les rédacteurs experts.

## Comité

### Rédaction
- Massimo Sesti (propriétaire, à partir de 2010)
- Andrea De Andreis (propriétaire, 1995/2010)
- Massimo Mattone (rédacteur en chef, depuis 2010)
- Paolo De Andreis (rédacteur en chef, 1995/2010)
- Luca Schiavoni (graphiste, chroniqueur, 1995/2009)

### Chroniqueurs précédents et actuels
- Luca Schiavoni - Télécharger
- Massimo Mantellini - Contrappunti
- Marco Calamari - Cassandra Crossing
- Luca Spinelli - Puntodivista
- Dario Bonacina - Telefonia
- Alessandro Del Rosso

### Autres
- Paolo Attivissimo
- Dario d'Elia
- Alfonso Maruccia
- Giulio Fornasar
- Luca Saccomani

## Prix
- Beta Logo Awards (Communication), 1999, Beta Magazine [8]
- Premio WWW 2005 (Technologie et innovation), Il Sole 24 Ore [9]
- Premio WWW 2006 (Technologie et innovation), Il Sole 24 Ore [10]
- Big Brother Awards (Italie) 2010 (section positive), Winston Smith - eroe della Privacy [11]